# Terra Chã
Terra Chã es una freguesia portuguesa del concelho de Angra do Heroísmo, con 10,48 km² de superficie y 2.783 habitantes (2001). Su densidad de población es de 265,6 hab/km². La freguesia se encuentra a 23 m s. n. m.